# Hans Ingeram

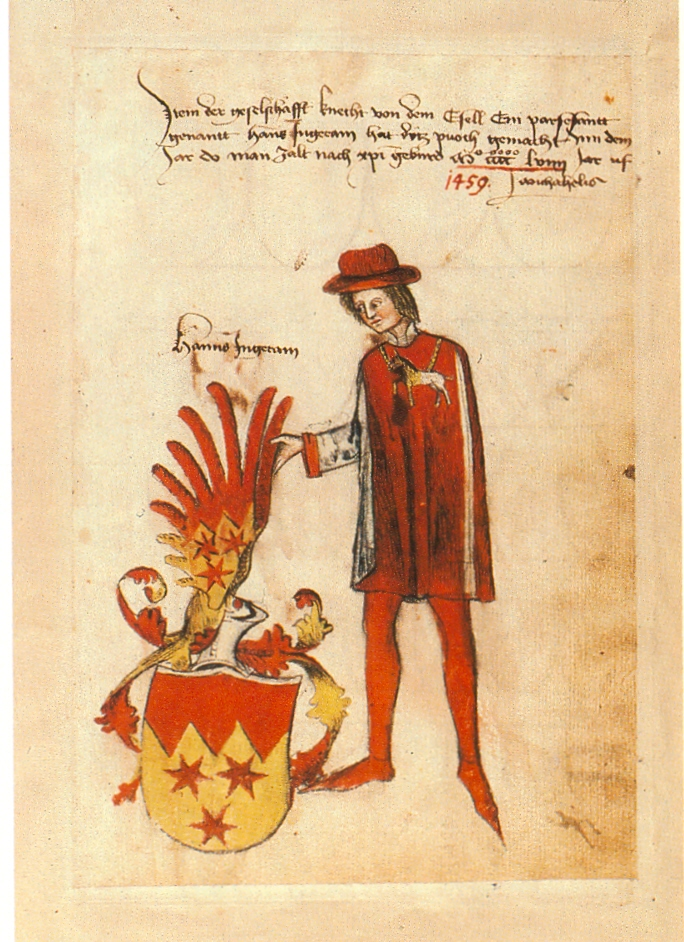
Hans Ingeram, Selbstporträt mit Erklärung, der Ersteller dieses Buches zu sein: „Item der geselschaft knecht von dem Esell Ein persefantt/ genantt Hans Ingeram hat dyz puoch gemacht Inn dem/ Jar do man Zalt nach xpi(Christi) geburd Mcccclviiij (1459) Jar uf/ michaelis (29. September) /Hans Ingeram“.

Hans Ingeram, auch Hanns Ingeram (* vor 1459), war ein nachgeordneter Herold (Persevant) und Mitverfasser des Ingeram-Codex. Sein Selbstporträt zeigt ihn als jüngeren Mann, dem der linke Arm fehlt, bartlos, mit roten Hosen und Schuhen. Der zweite Verfasser ist nur als „Exempla-Meister“ bekannt und namentlich nicht überliefert.
Ingeram war als Unterherold (da er sich selbst als „Knecht“ bezeichnete) Mitglied der Turniergesellschaft Gesellschaft im niederen Esel, die sich in die zwei Untergruppen Im niederen Esel vom Main und Im niederen Esel vom Odenwald und Kraichgau aufteilte. Seine Hauptaufgabe war wohl dennoch die eines Wappenkönigs. Als Zentren der Gesellschaft galten Mainz, Heidelberg und Frankfurt, wo sich eine Kapelle der Gesellschaft befand. Aus diesem Raum dürfte auch Hans Ingeram stammen und sich auch dort aufgehalten haben.